# Rogowo (gmina w powiecie żnińskim)
Rogowo – gmina wiejska w województwie kujawsko-pomorskim, w powiecie żnińskim. W latach 1975–1998 gmina położona była w województwie bydgoskim.
Siedziba gminy to Rogowo.
Według danych z 30 czerwca 2004 gminę zamieszkiwało 6879 osób.
W województwie kujawsko-pomorskim obecnie są dwie gminy o nazwie Rogowo – druga znajduje się w powiecie rypińskim.

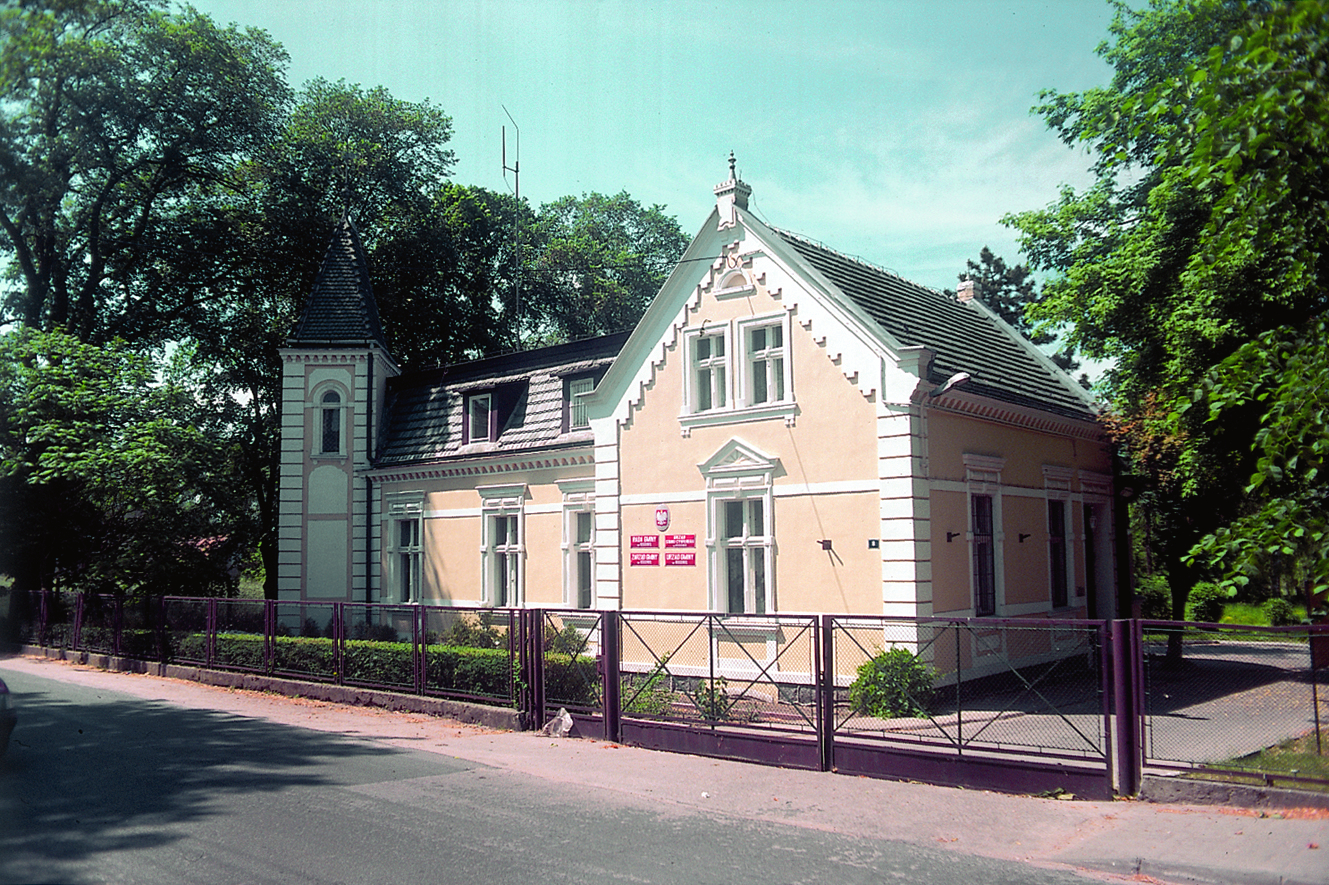
Urząd Gminy Rogowo

## Struktura powierzchni
Według danych z roku 2002 gmina Rogowo ma obszar 178,56 km², w tym:
- użytki rolne: 60%
- użytki leśne: 33%

Gmina stanowi 18,14% powierzchni powiatu.

## Ochrona przyrody
Na terenie gminy znajdują się 2 rezerwaty przyrody:
- Rezerwat przyrody Długi Bród – leśny, chroni starodrzew sosnowy
- Rezerwat przyrody Mięcierzyn – leśny, chroni żyzną buczynę niżową.

## Demografia

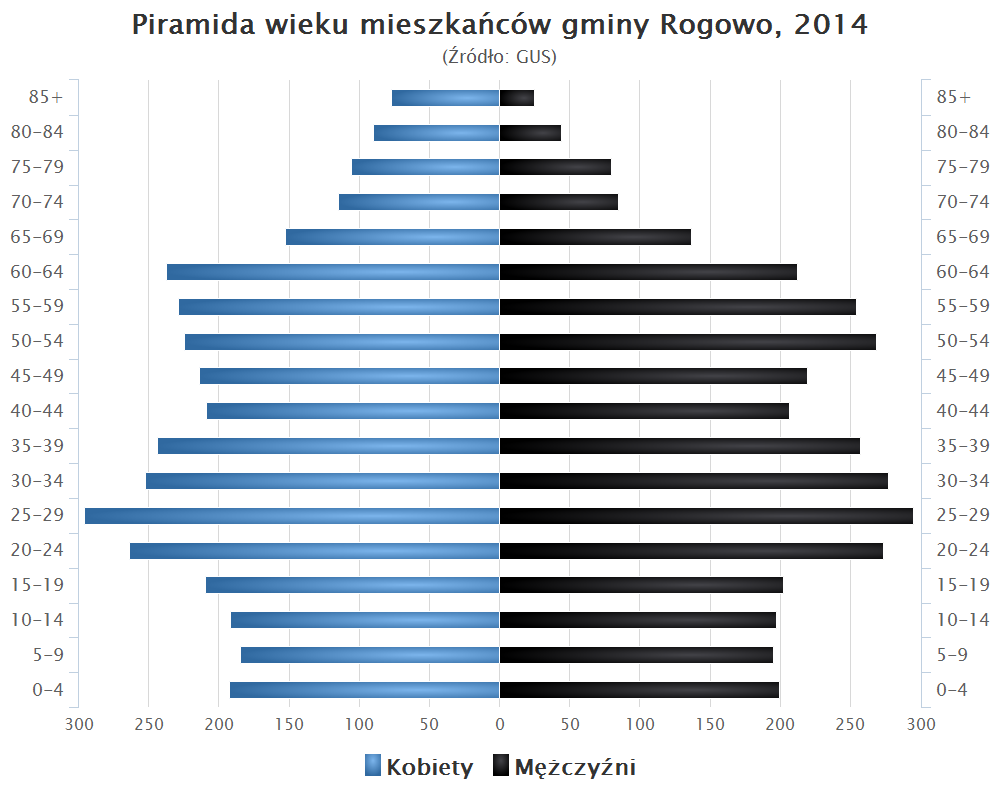
Piramida wieku mieszkańców gminy Rogowo w 2014 roku

Dane z 30 czerwca 2004:
| Opis                              | Ogółem | Ogółem | Kobiety | Kobiety | Mężczyźni | Mężczyźni |
| --------------------------------- | ------ | ------ | ------- | ------- | --------- | --------- |
| jednostka                         | osób   | %      | osób    | %       | osób      | %         |
| populacja                         | 6879   | 100    | 3484    | 50,6    | 3395      | 49,4      |
| gęstość zaludnienia (mieszk./km²) | 38,5   | 38,5   | 19,5    | 19,5    | 19        | 19        |

## Zabytki
Wykaz zarejestrowanych zabytków nieruchomych na terenie gminy:
- zespół dworski w Grochowiskach Szlacheckich, obejmujący: dwór z ok. 1780; park z XIX w., nr A/216/1-2 z 05.06.1987 roku
- zespół kościelny parafii pod wezwaniem św. Mateusza w Lubczu, obejmujący:kościół z 1907-08; cmentarz przykościelny z drugiej połowy XIX w.; ogrodzenie ze schodami z początku XX w., nr A/507/1-3 z 24.05.2005 roku
- drewniana podcieniowa chata nr 37 z końca XVIII w. w Lubczynkuu, nr 26/A z 15.06.1968 roku
- zespół kościelny pod wezwaniem św. Doroty w Rogowie, obejmujący: kościół z 1831; drewnianą dzwonnicę; cmentarz przykościelny; mauzoleum rodziny Schedlin-Czarlińskich z początku XX w., nr A/253/1-4 z 23.04.1991 roku
- drewniany kościół filialny pod wezwaniem św. Katarzyny z 1857 roku w Skórkach, nr A/368/1 z 16.08.1993 roku
- zespół dworski w Woli, obejmujący: dwór z końca XIX w.; park z XIX w., nr 173/A z 15.06.1985 roku
- zespół dworski w Złotnikach, obejmujący: dwór z 1880; park, nr A/225/1-2 z 10.06.1987 roku.

## Sąsiednie gminy
Gąsawa, Gniezno, Janowiec Wielkopolski, Mieleszyn, Mogilno, Trzemeszno, Żnin